# Sinlequiunini

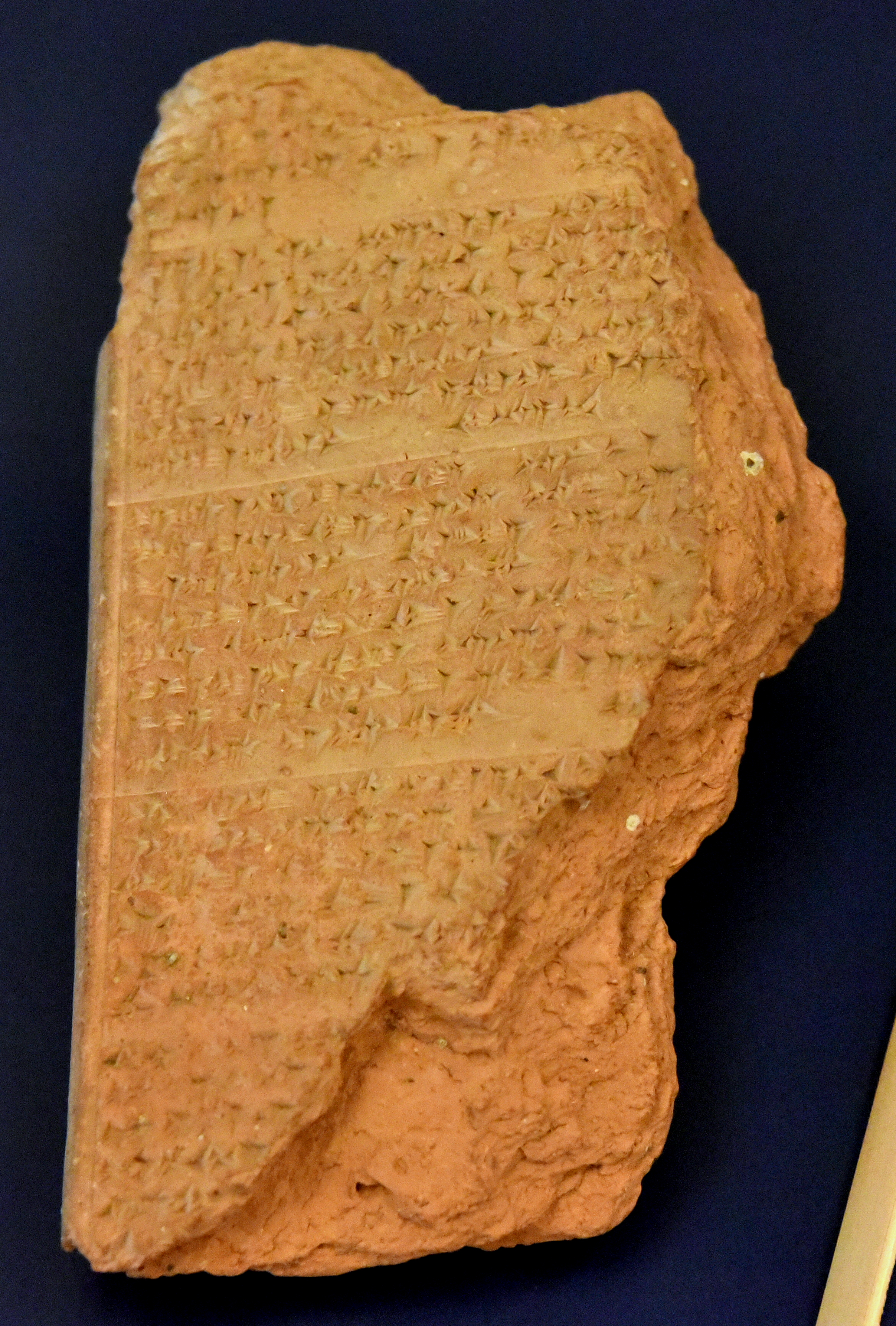
A Epopeia de Gilgamés, uma das obras de Sinlequiunini. Atualmente está no Museu Novo, Alemanha

Sinlequiunini (em acádio: 𒁹𒀭𒌍𒋾𒀀𒅆; romaniz.: md30-TI-ER2) foi um masmassu que viveu na Mesopotâmia, provavelmente no período entre 1 300 a.C. e 1 000 a.C.. Tradicionalmente, acredita-se que ele compilou a versão mais bem preservada da Epopeia de Gilgamés. Seu nome está listado no próprio texto, o que não era ortodoxo para obras escritas em cuneiforme. Sua versão é conhecida por seu incipit, ou primeira linha "ša nagba īmuru" (lit.  "Aquele que viu o abismo"  ou "O único que viu o Abismo"). Até que ponto sua versão é diferente de textos anteriores é desconhecida; Andrew R. George argumenta que Sinlequiunini "deu [A Epopeia de Gilgamés] sua forma final e fixa". Tigay reconhece que Sinlequiununi fez com que a grandiosidade do personagem saísse de seus feitos e passasse a ser sobre a aquisição de conhecimento". Na época o texto também era conhecido como "Série de Gilgamés" (iškar  Gilgāmeš).
O prólogo apresenta a única instância de narrativa em primeira pessoa por Sinlequiunini. Sua versão inclui a história do Dilúvio de Utnapistim na tabuinha XI e, na tabuinha XII, o sumério Gilgamés, Enquidu e o Submundo.
O nome de Sinlequiunini significa 'Sim é aquele que aceita minha oração'. Também é às vezes transcrito, embora menos provavelmente, como 'Sinlequiunini', que significa 'O Sim! Aceite minha oração'. Várias famílias de Uruque dos períodos neobabilônico, aquemênida e selêucida, especialmente aqueles que atuaram como escribas e kalû, reivindicaram o autor como seu ancestral, criando uma espécie de "dinastia de intelectuais". Sinlequiunini pode ter sido uma figura lendária, com uma lista do primeiro milênio a.C. o descrevendo como "sábio conselheiro de Gilgamés".

## Textos
- Sin-léqi-unnínni, ed. (2017). Ele que o abismo viu. Traduzido por Jacyntho Lins Brandão 1 ed. [S.l.]: Autêntica Editora. 320 páginas. ISBN 9788551302835